# مون لافرته
مون لافرته (انگلیسی: Mon Laferte؛ زادهٔ ۲ مهٔ ۱۹۸۳) خواننده-ترانه‌پرداز اهل شیلی است. وی از سال ۱۹۹۵ میلادی تاکنون مشغول فعالیت بوده‌است.